# Горобіївка (Обухівський район)
Горобії́вка — село в Україні, у Обухівському районі Київської області. Населення становить 166 осіб.

## Географія
Селом протікає річка Трубийлівка.